# Zamek Hillsborough
Zamek Hillsborough (irl. Caisleán Chromghlinne) – zamek położony w hrabstwie Down i stanowiący oficjalną rezydencję monarchów brytyjskich w Irlandii Północnej. Na co dzień stanowi także siedzibę brytyjskiego Ministerstwa ds. Irlandii Północnej.
Choć budowla tytułowana jest oficjalnie zamkiem, z punktu widzenia architektury jest przykładem dworu szlacheckiego, wzniesionym w XVIII wieku przez ród markizów Downshire, którzy rezydowali tu aż do 1922. Wtedy dwór wraz z otaczającą go posiadłością został zakupiony przez brytyjski rząd, zaś w 1925 stał się oficjalną siedzibą gubernatorów nowo utworzonego terytorium Irlandii Północnej. Jednocześnie uzyskał status rezydencji królewskiej i stanowi miejsce noclegu członków rodziny panującej w czasie ich pobytu w tej części kraju. Bywa również udostępniany w podobnym charakterze czołowym politykom, m.in. w 2003 noc spędzał tu George W. Bush. W 1998 zamek był miejscem znacznej części negocjacji które doprowadziły do porozumienia wielkopiątkowego. Stał się także siedzibą ministerstwa zajmującego się brytyjską częścią Irlandii.